# Сатана, Тура
Тура Сатана (англ. Tura Satana; 10 июля 1938, Хоккайдо, Хоккайдо — 4 февраля 2011, Рино, Невада) — американская (японского происхождения) актриса кино и телевидения, ведетта и стриптизёрша.

## Биография
Тура Луна Паскуаль Ямагути (настоящее имя актрисы) родилась 10 июля 1938 года на Хоккайдо (Япония). Отец — японец филиппинского происхождения, был актёром немого кино. Мать — артистка цирка, бабушка и дедушка Туры по матери были шайеннка и ирландский шотландец, соответственно. Было две сестры: Ким и Памела. Вскоре после рождения с семьёй перебралась в США, после вступления Штатов в войну семья Туры была перемещена в концентрационный лагерь для интернированных японцев «Манзанар» в Калифорнии. После освобождения семья уехала в Чикаго.
Незадолго до своего 10-го дня рождения Тура, возвращаясь домой из школы, подверглась групповому изнасилованию со стороны пятерых мужчин. Закон оставил насильников безнаказанными, так как, ходили слухи, судья был подкуплен. Это сподвигло девочку начать изучать боевые искусства, в частности, айкидо и карате. В течение 15 лет девушка выслеживала каждого из насильников, и в итоге отомстила всем. Она организовала уличную банду «Ангелы», состоящую из местных девушек, итальянок, евреек и полек. По её словам, «…мы носили кожаные мотоциклетные куртки, джинсы и ботинки… и надирали задницы». Из-за этого девушка была переведена в исправительную школу. Решив, что брак заставит их дочь остепениться, родители Туры выдали её, тринадцатилетнюю, замуж за семнадцатилетнего юношу по имени Джон Сатана. Брак продлился девять месяцев, но новая фамилия осталась у неё на всю жизнь.
После развода Сатана, пятнадцатилетняя, самостоятельно уехала в Лос-Анджелес, где, используя фальшивое удостоверение личности, чтобы скрыть свой истинный возраст, начала карьеру танцовщицы бурлеска. Вскоре она уже выступала в ночном клубе Trocadero на Сансет-стрип; фотографировалась обнажённой, в частности, ряд фотографий сделала для известного актёра-комика Гарольда Ллойда (его внучка, Сюзанна, в 2004 году выпустила книгу Harold Lloyd’s Hollywood Nudes in 3D!, где среди прочих фото обнажённых знаменитостей были несколько фото и Сатаны).
Вскоре Сатана вернулась к родителям в Чикаго, она стала выступать в клубе «Рандеву» в близлежащем городе Калюмет-Сити, где ей дали прозвище «Галатея, ожившая статуя». Вскоре Тура начала танцевать стриптиз. На одном из выступлений девушку увидел Элвис Пресли, пара начала встречаться, согласно некоторым источникам, певец даже сделал ей предложение, но девушка ответила отказом, однако на всю жизнь сохранила подаренное им кольцо. Вскоре она стала известной стриптизёршей, гастролировала со своими выступлениями по разным городам. За свой успех она благодарила Гарольда Ллойда: «…я казалась сама себе уродливым ребёнком. Мистер Ллойд сказал: „У тебя такое симметричное лицо. Камера любит твоё лицо… Тебя должны увидеть“».
В 1963 году Сатана впервые снялась в кинофильме («Нежная Ирма»), в том же году состоялся её дебют на телевидении (сериал «Величайшее шоу на Земле»), однако её карьера как актрисы была скромной: с 1963 по 1968 год она появилась в пяти кинофильмах (в двух случаях в эпизодических ролях без указания в титрах) и в четырёх эпизодах четырёх сериалов; позднее снялась в пяти фильмах (два из которых были выпущены «сразу-на-видео») — в 1973, 2004, 2009 и 2010 годах. В 1973 году, после того, как ей в живот выстрелил её бывший молодой человек, наркоман, Сатана резко сменила сферу деятельности и четыре года проработала медсестрой в больнице. После этого некоторое время трудилась диспетчером в Департаменте полиции Лос-Анджелеса. В 1981 году Сатана попала в ДТП, у неё был перелом позвоночника. Следующие два года она провела, преимущественно, по больницам, за это время ей было сделано две серьёзные операции и около пятнадцати рядовых. После работала в службе безопасности в одном из отелей города Рино (штат Невада).
Тура Сатана скончалась 4 февраля 2011 года в Рино от сердечной недостаточности.
Личная жизнь
Официально Тура Сатана была замужем дважды:
1. Джон Сатана. Брак заключён в конце 1951 года, девять месяцев спустя последовал развод. На момент заключения брака девушке было 13 лет, её супругу — 17.
2. Эндел Джармен, офицер полиции Лос-Анджелеса. Брак заключён 1 ноября 1981 года и продолжался до смерти мужа 15 октября 2000 года.

У Сатаны было две дочери, обе рождённые вне официальных браков. Первая, Лани Сильвер, родилась в 1958 году в Чикаго, вторая — Джейд Кид Сатана родилась в 1969 году в Лос-Анджелесе.

## Фильмография
- 1963 — Нежная Ирма / Irma la Douce — Сюзетта Вонг, проститутка
- 1963 — Величайшее шоу на Земле[англ.] / The Greatest Show on Earth — шоугёл[англ.] (в эпизоде Lady in Limbo)
- 1963 — Кто спал на моей кровати?[англ.] / Who's Been Sleeping in My Bed? — стриптизёрша (в титрах не указана)
- 1964 — Правосудие Бёрка[англ.] / Burke's Law — Лепесток Персика (в эпизоде Who Killed the Paper Dragon?)
- 1966 — Агенты А.Н.К.Л.[англ.] / The Man from U.N.C.L.E. — Томо (в эпизоде The Finny Foot Affair[англ.])
- 1965 — Мочи, мочи их, киска! / Faster, Pussycat! Kill! Kill! — Варла
- 1966 — Парень по кличке Флинт[англ.] / Our Man Flint — стриптизёрша (в титрах не указана)
- 1967 — Девушка из А.Н.К.Л.[англ.] / The Girl from U.N.C.L.E. — Кролик / тулузская элитная стражница (в эпизоде The Moulin Ruse Affair)
- 1968 — Астро-зомби[англ.] / The Astro-Zombies — Сатана
- 1973 — Отряд «Куколка»[англ.] / The Doll Squad — Лавель Сумара
- 1988 — Невероятно странный киносеанс[англ.] / The Incredibly Strange Film Show — в роли самой себя (в 2 выпусках)
- 2009 — Захватывающий мир Эль Супербеасто / The Haunted World of El Superbeasto — Варла из «Мочи, мочи их, киска!» (1965) (озвучивание)

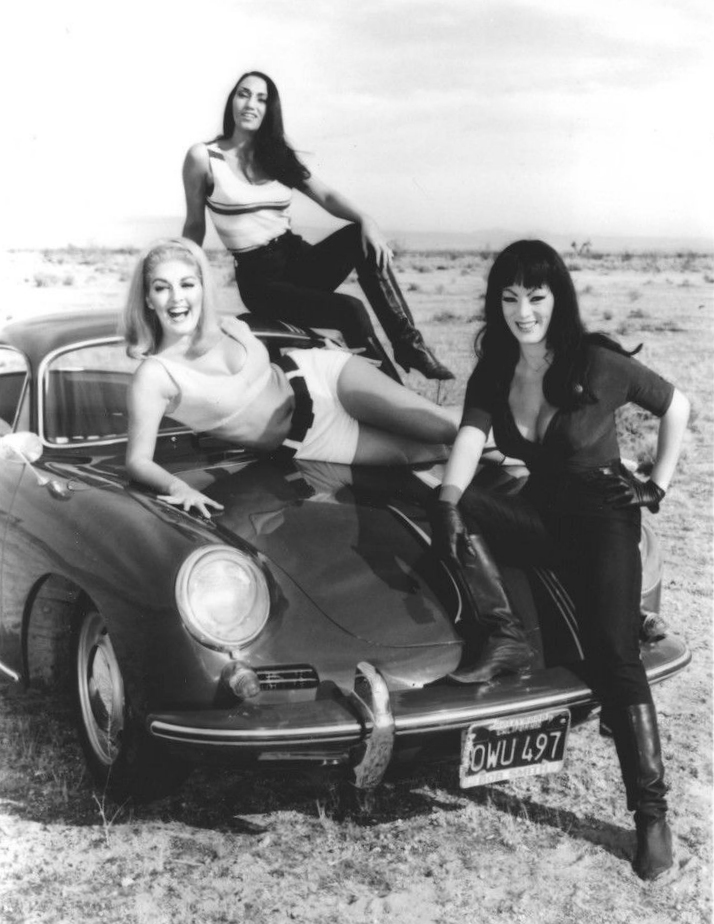
Промо-фото к фильму «Мочи, мочи их, киска!» (1965). Слева направо: Лори Уильямс[англ.] (лежит на капоте), Хаджи[англ.] и Тура Сатана.
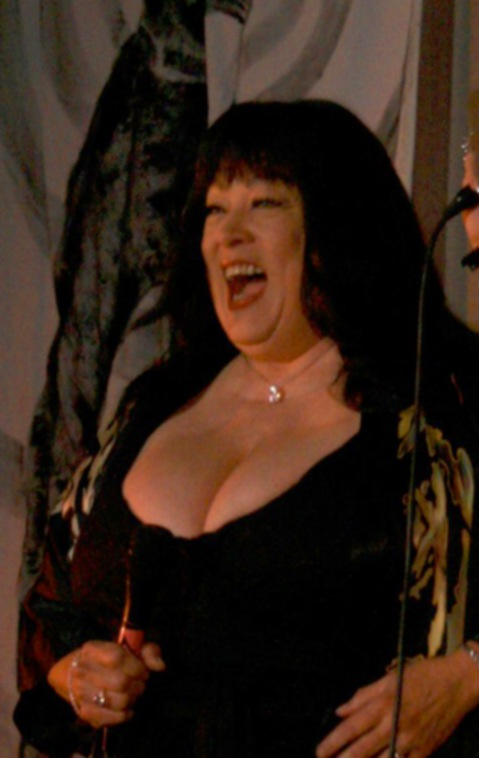
Фото 2007 года
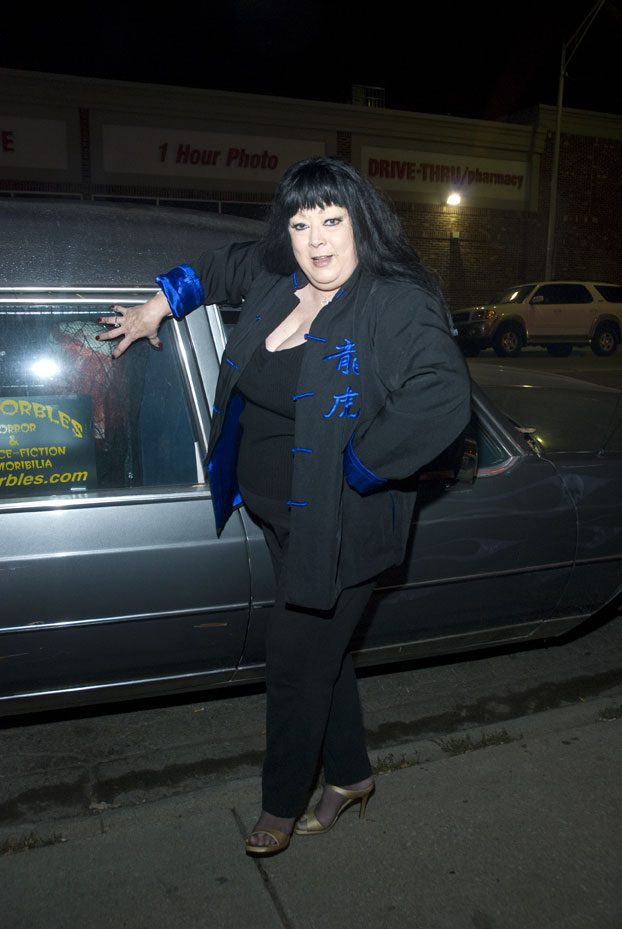
Фото 2008 года

## Признание
- В честь актрисы себе названием выбрала альтернатив-метал-группа Tura Satana (существовала с 1993 по 1999 год)[12].
- Песня Song for Tura Satana с альбома Zopilote Machine (1994) группы The Mountain Goats[англ.][13].